# Nourdine Bourhane
Nourdine Bourhane, né le 28 octobre 1958 à Mamoudzou, est un homme politique comorien.

## Biographie
Nourdine Bourhane est ministre du Plan en 1990, ministre de l'Économie et du Commerce en 1992, ministre des Postes et Télécoms, de la Jeunesse et des Sports en 1994 et ministre de la Santé et de la Population en 1995.
Il est Premier ministre des Comores du 7 décembre 1997 au 30 mai 1998.
Il devient vice-président des Comores au titre de l'île d'Anjouan le 26 mai 2011 et ce jusqu'au 26 mai 2016. Pendant cette vice-présidence, il a été ministre de l'Aménagement du Territoire, des Infrastructures, de l'Habitat et de l'Urbanisme.

## Mandats
- 1990 : Ministre de l'Économie et du Plan
- 1992 : Ministre de l'Économie et du Commerce
- 1994 : Ministre des Postes, des Télécommunications, de la Jeunesse et des Sports
- 1995 : Ministre de la Santé et de la Population
- 1998 : Premier ministre
- 2006 : Secrétaire général du gouvernement
- 2011-2016 : Vice-président, Ministre de l'Aménagement du Territoire, des Infrastructures, de l'Habitat et de l'Urbanisme